# SpaceX Crew-1
SpaceX Crew-1 o USCV-1 (United States Crew Vehicle mission 1), è stata la prima missione operativa con equipaggio della capsula Crew Dragon di SpaceX, battezzata "Resilience", l'equipaggio è composto dagli astronauti della NASA Michael Hopkins, Victor Glover e Shannon Walker insieme all'astronauta della JAXA Soichi Noguchi. La data di lancio è stata posticipata diverse volte rispetto alla data originale di novembre 2016. Il lancio è avvenuto con successo il 16 novembre 2020 all’1:27, ora italiana, e l'attracco alla ISS è avvenuto il 17 novembre 2020 alle 04:01 UTC. A bordo della stazione, gli astronauti hanno preso parte Expedition 64 della Stazione spaziale internazionale.
La Crew-1 è stata la prima missione operativa del Commercial Crew Program diretta verso la Stazione spaziale internazionale, inoltre è stata anche la prima missione di lunga durata di una capsula Dragon. La missione è durata 167 giorni, e si è conclusa il 2 maggio 2021.

## Storia
La prima missione operativa del Commercial Crew Program, originariamente designata "USCV-1" (United States Crew Vehicle, missione 1) dalla NASA, è stata inizialmente annunciata nel novembre 2012, con una data di lancio fissata per novembre 2016. Nell'aprile 2013 è stato annunciato che il lancio sarebbe stato rinviato di un anno a novembre 2017. Fu successivamente posticipato nel 2019 e nel 2020, in attesa del successo rispettivamente delle missioni Demo 1 e Demo 2. Dopo la Demo 2, Crew-1 era provvisoriamente programmata per settembre 2020; è stata poi posticipata ulteriormente per combaciare con le rotazioni di equipaggio della ISS e con le missioni di consegna di carichi e ancora per preoccupazioni causate da un problema con i motori Merlin 1D, verificatosi a soli 2 secondi dal decollo della missione GPS III SV04 il 3 ottobre scorso.
In seguito al successo delle missioni GPS III SV04 e della Sentinel-6, SpaceX e NASA hanno programmato il lancio della missione Crew-1, il 15 novembre all’1:49, ora italiana, successivamente è stata rinviato a lunedì 16 novembre all’1:27 ora italiana. Tale rinvio si è reso necessario a causa delle condizioni meteo non favorevoli nei venti in quota e nella zona di recupero in mare nel caso si dovesse effettuare un aborto missione e di recupero del primo stadio.
Il 29 settembre 2020, il comandante della missione Michael Hopkins ha rivelato durante una conferenza stampa della NASA che la capsula aveva ricevuto il nome Resilience. Il live streaming del lancio è iniziato alle ore T -3 ore e 19 minuti. A causa della pandemia di COVID-19 in corso, il Kennedy Space Center Visitor Complex ha consentito solo a poche persone di guardare il lancio dal vivo.
Alle 8:57 (ora italiana) del 2 maggio 2021, la Crew-1 è ammarata al largo di Panama City nel Golfo del Messico dopo 167 giorni di missione.

## Preparazione missione

### Preparazione della navicella

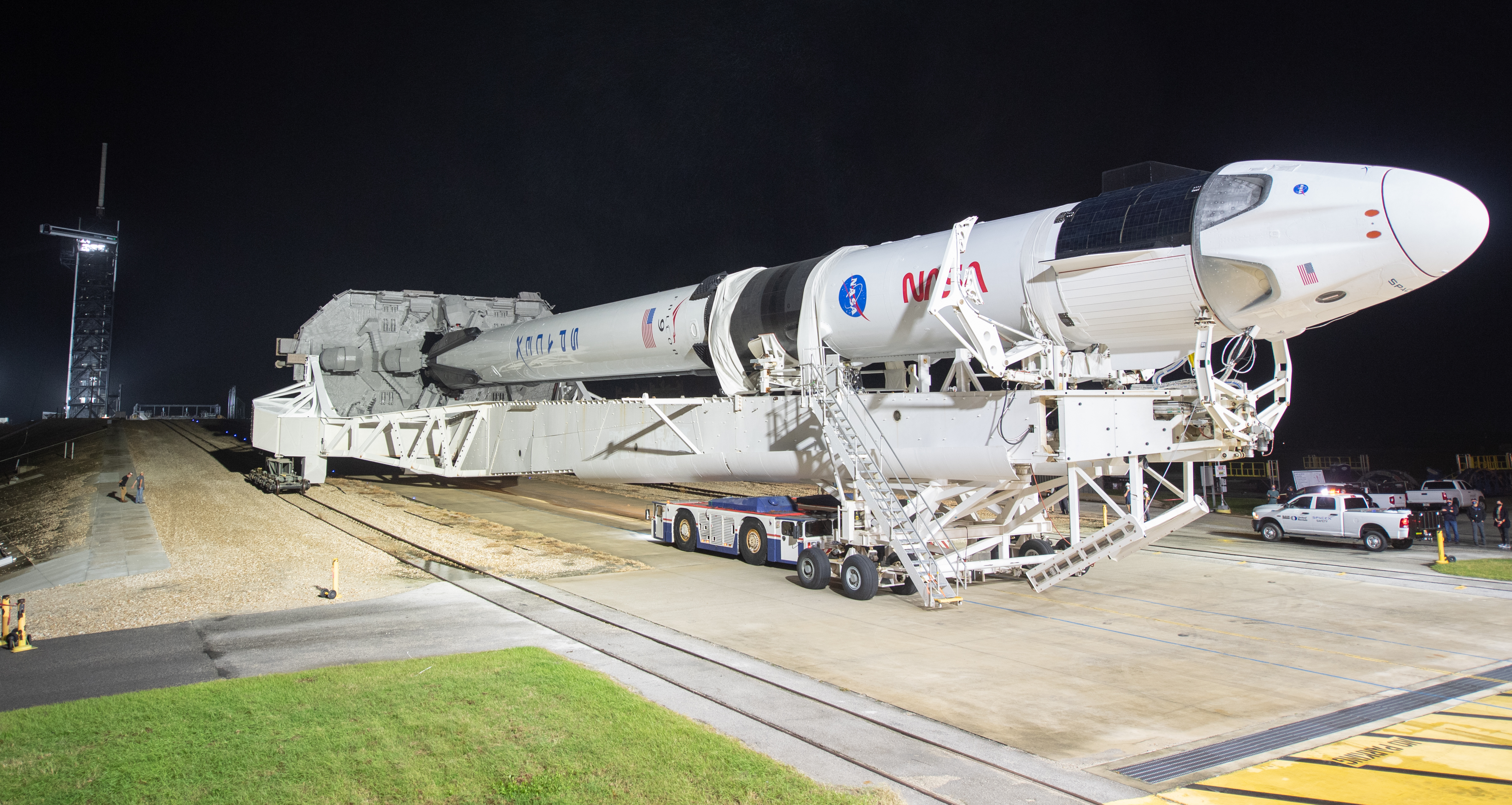
Il razzo Falcon 9 della SpaceX con a bordo la navicella spaziale Crew Dragon Resilience lascia la struttura di elaborazione di SpaceX diretto al Complesso di Lancio 39A del Kennedy Space Center.

Il Falcon 9 per la missione Crew-1 è arrivato a Cape Canaveral, in Florida, il 14 luglio 2020. La capsula Crew Dragon C207 è arrivata presso le strutture di elaborazione di SpaceX in Florida, il 18 agosto 2020.
Il 5 novembre 2020 è stata lanciata con successo dalla Cape Canaveral Air Force Station (CCAFS) la missione GPS III SV04 a bordo del Falcon 9, la missione è stata una pietra miliare che ha portato alla missione Crew-1. Il Falcon 9 ha schierato con successo un satellite di navigazione GPS (GPS III-04) per la United States Space Force (USSF), confermando che gli ingegneri hanno risolto un problema con i motori Merlin 1D che ha ritardato la missione GPS e il volo Crew-1.
Lunedì 9 novembre il Falcon 9 con a bordo la navetta Resilience ha lasciato la struttura di elaborazione di SpaceX per essere trasportato sulla rampa di lancio LC-39A.

### Preparazione dell'equipaggio

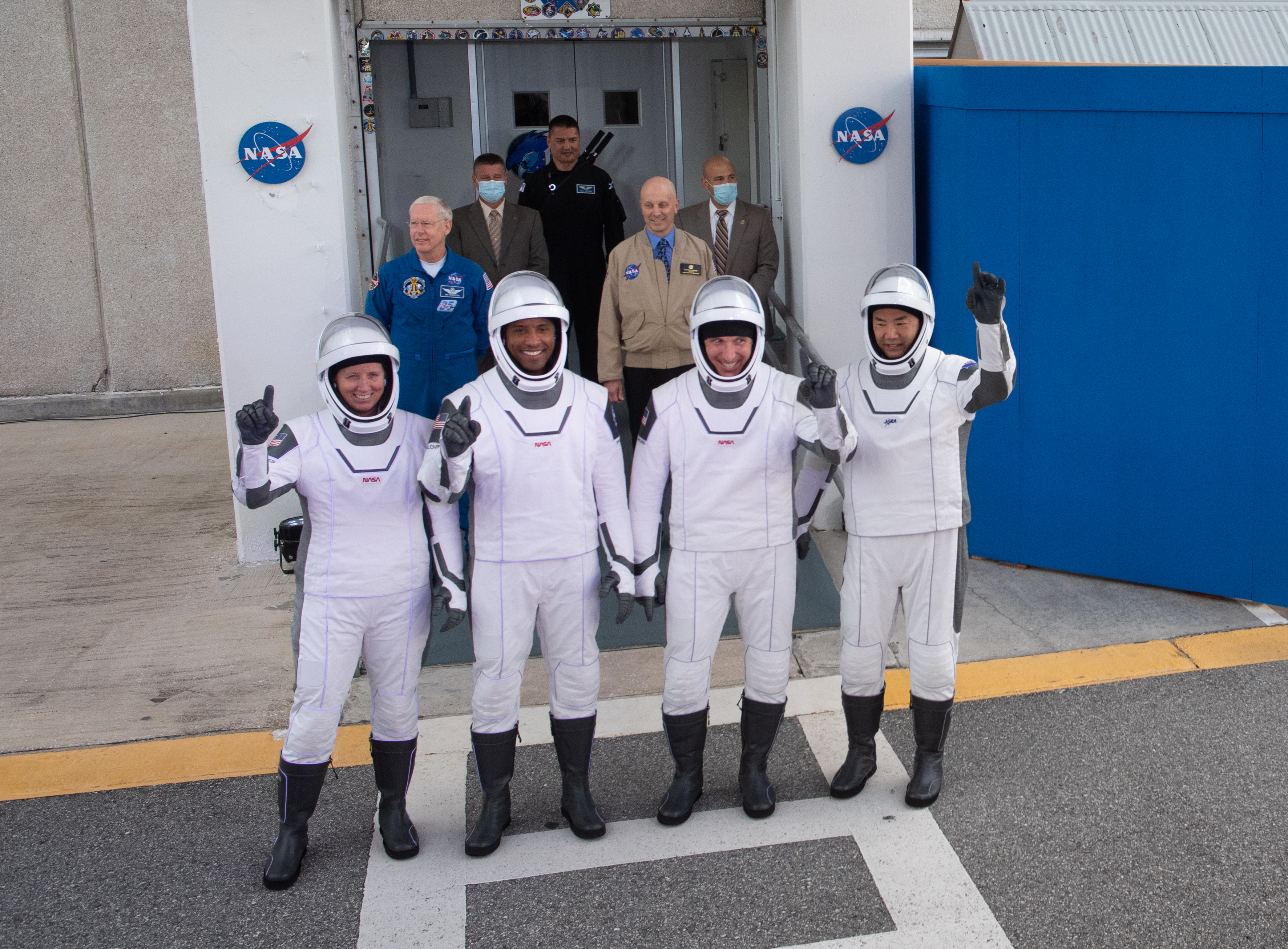
L'equipaggio della Crew-1 composto dagli astronauti NASA, Shannon Walker - Victor Glover, - Mike Hopkins e l'astronauta JAXA, Soichi Noguchi salutano mentre escono dalle operazioni di Neil A. Armstrong e Checkout Building per partire per il Launch Complex 39A per salire a bordo della navicella spaziale SpaceX Crew Dragon Resilience.

L'equipaggio è arrivato al Kennedy Space Center a bordo di un jet della NASA l'8 novembre 2020 alle 13:53 UTC. Il 10 novembre 2020 è stata programmata una Flight Readiness Review (FRR) convocata dai funzionari della NASA per discutere questioni tecniche irrisolte, rivedere lo stato dei preparativi per il lancio e dare l'approvazione alle squadre per procedere con la missione Crew-1. Mercoledì 11 novembre 2020 alle 20:49 UTC il Falcon 9 con la Crew Dragon Resilience è stato sollevato in posizione verticale sul pad di lancio per un test di accensione dei suoi motori principali. Una prova generale a secco (DDR) il 12 novembre 2020 ha visto l'equipaggio indossare le tute pressurizzate e salire sulla Resilience. Venerdì 13 novembre SpaceX ha effettuato una revisione della preparazione al lancio (LRR) fissato per Il 16 novembre 2020 alle 00:27 UTC.

## Equipaggio
Il 3 agosto 2018 gli astronauti della NASA Mike Hopkins e Victor Glover sono stati annunciati come membri primi dell'equipaggio, successivamente il 31 marzo 2020 furono aggiunti all'equipaggio un l'astronauta della JAXA Soichi Noguchi, e un terzo astronauta della NASA, Shannon Walker.
| Ruolo                     | Equipaggio                         | Equipaggio                         |
| ------------------------- | ---------------------------------- | ---------------------------------- |
| Comandante                | Michael Hopkins, NASA Secondo volo | Michael Hopkins, NASA Secondo volo |
| Pilota                    | Victor Glover, NASA Primo volo     | Victor Glover, NASA Primo volo     |
| Specialista di missione 1 | Soichi Noguchi, JAXA Terzo volo    | Soichi Noguchi, JAXA Terzo volo    |
| Specialista di missione 2 | Shannon Walker, NASA Secondo volo  | Shannon Walker, NASA Secondo volo  |

### Equipaggio di riserva
Kjell Lindgren era il comandante di riserva della missione.

## Missione
Il 15 Novembre 2020 alle 9:00 UTC è iniziata la vestizione degli astronauti nell'edificio di preparazione del Kennedy Space Center, alle 21:05 UTC gli astronauti hanno lasciato l'edificio di preparazione per dirigersi a bordo delle Tesla Model X alla rampa di lancio dove sono arrivati alle ore 21:32 UTC, per poi imbarcarsi nella Dragon Resilience. Alle 21:32 UTC si è chiuso il portellone della navetta, ma a causa di una perdita di pressione originatasi in fase di chiusura è stato riaperto dopo poco. Alle 22:47 UTC il portellone è stato nuovamente chiuso dopo aver individuato e risolto la causa della perdita che era dovuta ad un piccolo detrito di origine sconosciuta. alle 23:52 UTC è stato caricato il propellente nei serbatoi del Falcon 9 - B1061 al suo primo volo. La capsula Crew Dragon Resilience è stata lanciata a bordo del razzo Falcon 9 dalla rampa di lancio LC-39A del Kennedy Space Center, in Florida, il 16 novembre 2020 alle 00.27 UTC.

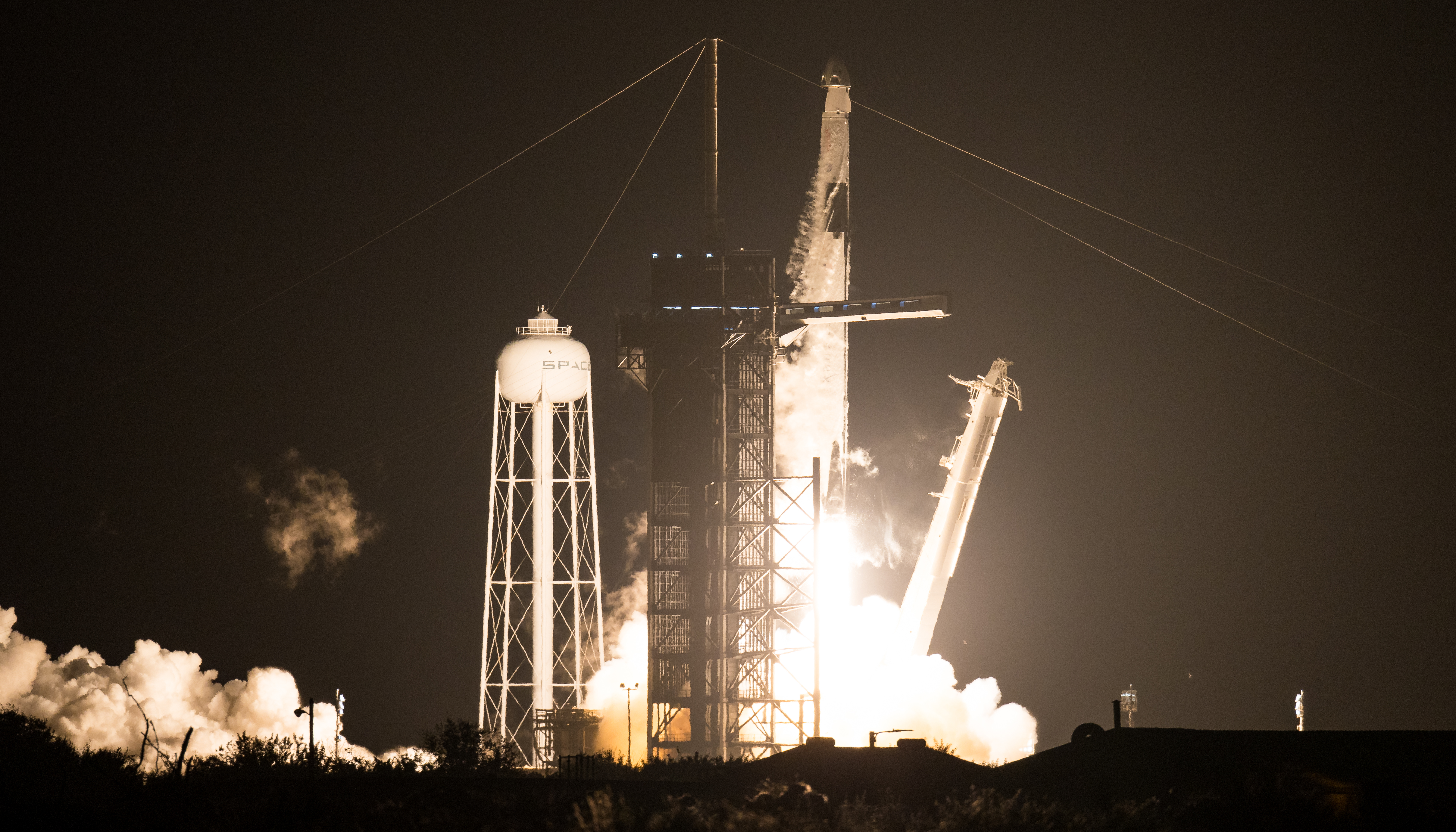
Decollo della missione Crew-1 con a bordo della navetta Resilience gli astronauti NASA Mike Hopkins, Victor Glover, Shannon Walker e l'astronauta della Jaxa Soichi Noguchi

La data di lancio è stata posticipata diverse volte rispetto alla data originale di novembre 2016. Il lancio era inizialmente previsto per il 15 novembre all’00:49 UTC, ma è stato poi posticipato a causa delle condizioni meteorologiche avverse a lunedì 16 novembre all’00:27 UTC. Circa 9 minuti dopo il lancio il primo stadio del Falcon 9 è atterrato autonomamente sulla chiatta galleggiante Of Course I Still Love You che era posizionata nell'Oceano Atlantico, a circa 44 chilometri dalla costa orientale della Florida.
il 17 novembre 2020 dopo un viaggio durato circa 27 ore, la navetta Resilience ha eseguito con successo un rendezvous autonomo attraccando all'International Docking Adapter (IDA) sul modulo Harmony della Stazione spaziale internazionale (ISS) intorno alle 05:00 ora italiana.
Abbastanza simile al debutto impeccabile della missione Demo-2 con la Crew Dragon Endeavour, la navicella spaziale Crew Dragon Resilience è programmata per arrivare a quella che è conosciuta come la sfera di esclusione della ISS circa mezz'ora dopo il suo ultimo cambio di rotta. La Resilience si è fermata a circa 400 m (~ 1300 piedi) dalla Stazione Spaziale dove ha atteso che le squadre di terra gli dessero il via libera per continuare verso un altro punto fermo a 20 m (~ 65 piedi) dalla Stazione Spaziale dove ha atteso che le squadre di terra gli dessero il via libera all'attracco. Complessivamente, il processo di attracco della missione ha richiesto circa 55 minuti dopo che la navicella è entrata nella sfera di esclusione, terminando con una cattura morbida dell'IDA. Circa due ore dopo il terzo attracco riuscito della Crew Dragon, ossia il tempo necessario per verificare eventuali perdite di pressione, Kathleen Rubins ha completato con successo una serie di compiti e ha aperto il portello della navicella, consentendo all'equipaggio di lasciare ufficialmente la Dragon Resilience e unirsi al resto dell'equipaggio della ISS composto da Sergej Ryžikov, Sergej Kud'-Sverčkov.
La missione SpaceX Crew-1 della NASA è la prima missione di rotazione dell'equipaggio della Stazione Spaziale Internazionale.
Nel corso della missione, gli astronauti hanno vissuto e lavorato a fianco dei tre astronauti della missione Soyuz MS-17. Insieme, le due missioni hanno formato la Expedition 64.

### La permanenza sulla ISS
L'equipaggio della Crew-1 è rimasto sulla ISS per circa sei mesi, in questo arco di tempo si sono svolti diversi esperimenti, che potranno migliorare la vita non solo sulla Terra ma anche durante le future missioni di colonizzazione lunare.
Gli astronauti hanno avuto il compito di monitorare e curare alcune piante di ravanelli, per studiare la loro crescita in condizione di microgravità. La produzione di cibo nello spazio sarà fondamentali per poter vivere lontano dall’orbita terrestre bassa.
È stato testato anche un innovativo sistema di raffreddamento delle tute spaziali per le future camminate lunari. Denominato SERFE (Spacesuit Evaporation Rejection Flight Experiment) che sfrutta l’evaporazione dell’acqua per mantenere la temperatura corporea costante, inoltre è stato testato anche il nuovo bagno arrivato il 1º ottobre sulla ISS con la capsula di rifornimento Cygnus.
Il 5 aprile 2021 gli astronauti hanno ricoperto il ruolo di "parcheggiatori spaziali", spostando la Crew Dragon Resilience dal portellone IDA-2 al IDA-3, per liberare l'attracco PMA-2 / IDA-2 per l'arrivo della capsula Crew Dragon Endeavour con la missione Crew-2.
Alle ore 12:32 (ora Italiana) la Crew Dragon Resilience ha eseguito la manovra di Undock dal PMA-2 / IDA-2 separandosi dalla ISS e allontanandosi di circa 60 mt, raggiunta la distanza necessaria alla navetta è stato dato il comando di ricollocarsi sull'asse della IDA-3, continuando a mantenere la distanza dalla ISS. Alle 13.17 (ora Italiana) la Crew Dragon Resilience ha effettuato la manovra di Docking all'PMA-3 / IDA-3 terminando la manovra. L'intera operazione ha richiesto 45 minuti. La Crew Dragon avrebbe potuto effettuare la manovra di trasferimento in automatico, ma per motivi di sicurezza è stata effettuata con l'intero equipaggio a bordo in modo da far rientro direttamente sulla terra in caso di problemi.
Tale spostamento si è reso necessario per far sì che l'attracco PMA-3 / IDA-3 venga liberato dalla missione Crew-1 al suo rientro sulla terra, e possa essere utilizzata per l'arrivo della capsula Cargo Dragon con la missione CRS-22. La Cargo Dragon assieme a rifornimenti ed esperimenti trasporterà anche il primo array dei nuovi pannelli solari della ISS, i nuovi pannelli solari saranno trasportati nel Truck inferiore non pressurizzato e saranno estratti dal braccio robotico Canadarm 2, manovra impossibile se la Cargo Dragon attraccasse al PMA-2 / IDA-2.

### Termine della missione e rientro
L'equipaggio è stato trasferito alla Expedition 65 dopo la partenza della Soyuz MS-18 a dicembre 2020 prevista per aprile 2021.
Entrambi gli equipaggi sono stati sostituiti dall'equipaggio della SpaceX Crew-2 e della Sojuz MS-18. Per qualche giorno entrambi gli equipaggi commerciali di SpaceX sono stati a bordo della stazione, portando ad 11 i membri dell'equipaggio.

### Logo missione
Il logo (patch) della missione è rappresentato da una lettera C che contorna la testa di un drago. Sul bordo della lettera sono stilizzati in basso gli emblemi delle missioni Mercury, Gemini, Apollo e Space Shuttle ed in alto a sinistra quello della stazione internazionale come meta. Nella parte interna del disegno una navetta rappresentativa dell'USCV sfreccia verso un cielo stellato, con il numero 1 a simboleggiare il primo volo di una nuova serie di missioni.

## Guasti
In viaggio verso la ISS la capsula ha avuto un piccolo guasto, che ha messo in allarme sia gli astronauti che gli ingegneri per il supporto da terra. I computer di bordo della capsula hanno rilevato un’anomalia nel sistema primario del riscaldamento della cabina, perciò, in maniera automatica, sono passati al sistema di backup. Inoltre i computer di bordo hanno anche disattivato 3 dei 4 riscaldatori utilizzati per mantenere alla corretta temperatura il propellente dei motori Draco.
La telemetria inviata a terra dalla Dragon è stata prontamente analizzata dagli ingegneri, che hanno imputato la colpa al software che controlla i diversi parametri della capsula che era settato con valori troppo stringenti. Gli ingegneri hanno variato i parametri dai livelli nominali del software, portato i computer di bordo ad optare per la soluzione più sicura risolvendo entrambi i problemi.
Dopo la risoluzione del guasto l’equipaggio si è potuto finalmente riposare, quando da noi erano le 10:10 del 16 novembre. L’equipaggio è stato svegliato 8 ore dopo con la canzone di Phil Collins “In The Air Tonight”.